# Mirko Filipović
Mirko "Cro Cop" Filipović, född 10 september 1974 i Vinkovci, är en kroatisk före detta MMA-utövare i tungviktsklassen. Filipović var ursprungligen kickboxare och tävlade för den japanska organisationen K-1. Han gick senare över till att tävla i MMA och då för PRIDE Fighting Championships och är en av få fighters som blivit framgångsrik i båda organisationerna. Filipović har även tävlat i Rizin, Bellator och UFC
Filipović var före, och till en början parallellt med, sin karriär aktiv som polis i den kroatiska insatsstyrkan och verksam i den kroatiska polisens antiterroriststyrkor vilket gav honom smeknamnet "Cro Cop". I november 2003 deltog han i det kroatiska valet som obunden kandidat på det socialdemokratiska partiets lista och vann en plats i det kroatiska parlamentet.
Efter att våren 2019 ha drabbats av en stroke beslutade sig Filipović för att pensionera sig från professionell MMA.